# آکسل وارطانیان
آکسل تاتئوسی وارطانیان (انگلیسی: Aksel Tatevosovich Vartanyan; روسی: Аксель Татевосович Вартанян؛ زادهٔ ۸ ژانویهٔ ۱۹۳۸) روزنامه‌نگار، و تاریخ‌نگار ورزشی ارمنی‌تبار اهل روسیه است.